# Fife Lake
Fife Lake é uma vila localizada no estado americano de Michigan, no Condado de Grand Traverse.

## Demografia
Segundo o censo americano de 2000, a sua população era de 466 habitantes.
Em 2006, foi estimada uma população de 462, um decréscimo de 4 (-0.9%).

## Geografia
De acordo com o United States Census Bureau tem uma área de
3,1 km², dos quais 1,9 km² cobertos por terra e 1,2 km² cobertos por água. Fife Lake localiza-se a aproximadamente 323 m acima do nível do mar.

## Localidades na vizinhança
O diagrama seguinte representa as localidades num raio de 32 km ao redor de Fife Lake.